# ヴァレリー・ケチノフ
ヴァレリー・ヴィクトロヴィチ・ケチノフ (英語: Valery Kechinov、ロシア語: Валерий Викторович Кечинов、1974年8月5日 - ) は、ウズベキスタン・タシュケント出身のプロサッカー選手、サッカーロシア代表選手である。現役時代は主にスパルタク・モスクワでプレーした。現役時のポジションはMF。「ケーチノフ」と表記されることもある。

## 経歴
ケチノフはウズベキスタンの首都タシュケントで生まれ、地元のクラブであるパフタコール・タシュケントでプレーを始めた。ウズベキスタン独立後初めて開催されたウズベク・リーグにも参加、初年度の得点王となった。その後拠点をモスクワに移し、スパルタク・モスクワに入団。スパルタク・モスクワでは6回のロシア・プレミアリーグ優勝と1回のロシア・カップ優勝を経験した。
2003年、オレグ・ロマンツェフが監督を辞任するとケチノフはシーズンを通して控えに甘んじることが多くなり、シーズン終了後サトゥルン・ラメンスコーエへと移籍した。当時スパルタクの監督の選手起用に不満を持っていた選手はケチノフだけではなく、この前後のシーズンにはイリヤ・ツィンバラル、アンドレイ・チーホノフ、エフゲニー・ブシュマノフといったスター選手が他クラブへと移籍していった。
サトゥルンで1シーズンを過ごした後、ケチノフはシンニク・ヤロスラヴリへと移籍、3年間シンニクでプレーし2004年に現役を引退した。
ケチノフは2006年から2008年までミロスラフ・ロマシュチェンコの下、スパルタク・モスクワのリザーブチームのコーチを務めた。2008年6月、ロマシュチェンコがトム・トムスクの監督となりチームを離れると、ケチノフは彼とともにトム・トムスクへと異動した。2008年9月4日、チームで結果が出ずロマシュチェンコが解任されると、同時にケチノフも解任された。

## 獲得タイトル
- ウズベク・リーグ得点王1回: 1992
- ロシア・プレミアリーグ優勝6回: 1993, 1994, 1996, 1997, 1999, 2000
- ロシア・プレミアリーグリザーブリーグ優勝2回 (コーチ): 2006, 2007